# Conolampas sigsbei
Conolampas sigsbei is een zee-egel uit de familie Echinolampadidae.
De wetenschappelijke naam van de soort werd in 1878 gepubliceerd door Alexander Agassiz.